# Щенников, Борис Филиппович
Бори́с Фили́ппович Ще́нников (8 марта 1924, Вятка — 24 февраля 1997) — советский и российский горнолыжник, тренер по легкой атлетике. Мастер спорта СССР (горнолыжный спорт), Заслуженный тренер СССР.

## Биография
Родился в 1924 году в Вятке. Русский, член ВКП(б). Участник Великой Отечественной войны, воевал с февраля 1942 года, во время прорыва блокады Ленинграда. Гвардии старший сержант. Командир орудия 237-го отдельного гвардейского миномётного дивизиона 30-го гвардейского миномётного полка.
Занимался горнолыжным спортом, выполнил норматив на звание мастера спорта СССР. Был чемпионом ЦС ДСО «Буревестник» (Ленинград).
В 1950 году окончил ГДОИФК имени П. Ф. Лесгафта. После окончания выступлений стал готовить спортсменов-легкоатлетов. Был начальником отдела лёгкой атлетики Спорткомитета Ленгорисполкома в 1968—1994 гг. Главный тренер сборной Ленинграда в 1967—1980 гг. Тренер сборной СССР на Олимпийских играх в Москве 1980 года. Тренер и основатель петербургской Школы высшего спортивного мастерства по лёгкой атлетике в 1994—1997 гг.
Лично подготовил пятерых мастеров спорта международного класса и ещё около сорока мастеров спорта. Одна из самых известных его подопечных — Вера Комисова, олимпийская чемпионка, рекордсменка страны.
Считался одним из лучших советских специалистов по барьерному бегу.
Занимался педагогической деятельностью. Преподаватель, затем старший преподаватель кафедры легкой атлетики ГДОИФКа имени П. Ф. Лесгафта в 1950—1968 гг.

### Смерть
Трагически погиб 24 февраля 1997 года. Похоронен на Серафимовском кладбище в Санкт-Петербурге.

## Награды
Заслуженный тренер РСФСР (1962), заслуженный тренер СССР (1980, лёгкая атлетика). Заслуженный работник физической культуры РСФСР (1982).
Награждён орденами Отечественной войны I степени (6.04.1985), Трудового Красного Знамени, Дружбы народов, медалями «За отвагу» (19.09.1943), «За оборону Ленинграда», «За победу над Германией», «В память 250-летия Ленинграда», знаками «За заслуги в развитии физической культуры и спорта» и «Наставник».

## Публикации
- Барьерный бег для женщин (100 м с барьерами) / Б. Ф. Щенников. — 3-е изд., перераб. — Москва: Физкультура и спорт, 1982. — 80 с.
- Б. Щенников, заслуженный тренер РСФСР. На дистанции рекордсменка страны // Лёгкая атлетика : журнал. — М., 1971. — № 3. — С. 14—15. Архивировано 27 января 2022 года.